# Pseudopyrenula diluta
Pseudopyrenula diluta är en lavart som först beskrevs av Fée, och fick sitt nu gällande namn av Johannes Müller Argoviensis. Pseudopyrenula diluta ingår i släktet Pseudopyrenula och familjen Trypetheliaceae.   Inga underarter finns listade i Catalogue of Life.